# Roberto Mangabeira Unger

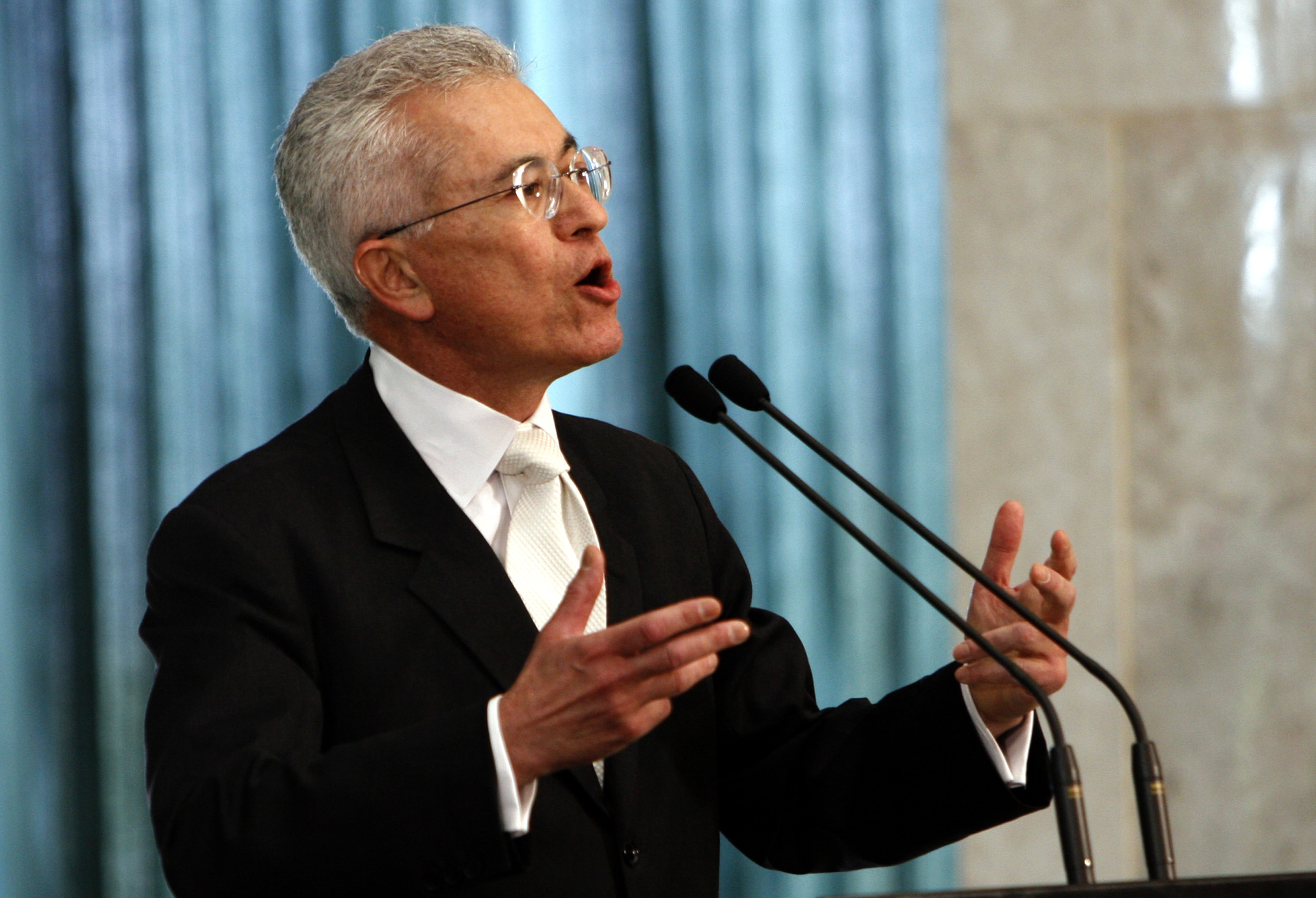
Roberto Mangabeira Unger (2007)

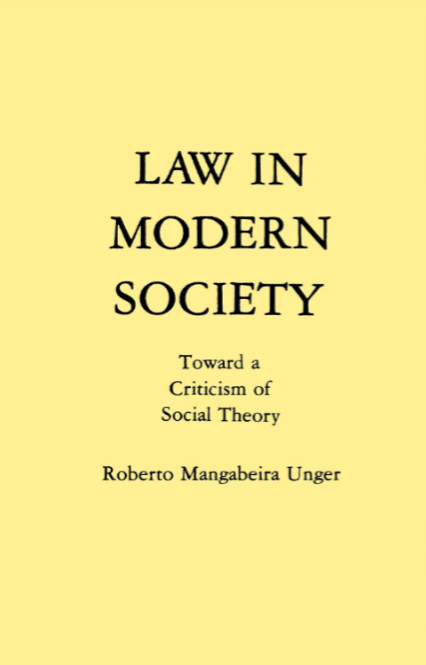
Umschlag von Law in Modern Society. Toward a Criticism of Social Theory, 1976

Roberto Mangabeira Unger (* 24. März 1947 in Rio de Janeiro) ist ein brasilianischer Philosoph und Politologe. Er war 2007–2009 der erste Staatssekretär im Ministerrang für strategische Angelegenheiten in Brasilien und erneut 2015.

## Leben
Unger wurde als Sohn einer angesehenen politischen Familie geboren. Seine Mutter, Lyrikerin und Journalistin, war in den 1920er Jahren Mitherausgeberin einer feministischen Zeitschrift (ihre Kollegin Leda Collor war Mutter von Fernando Collor de Mello, dem späteren brasilianischen Bundespräsidenten) und sein Onkel João Mangabeira war Gründer des Partido Socialista Brasileiro, der Sozialistischen Partei Brasiliens von 1947. Sein Großvater hatte aber den größten politischen Einfluss auf ihn. Octávio Mangabeira war Brasiliens Außenminister (1926–1930), ehe er vor dem faschistischen Regime Getúlio Dornelles Vargas flüchtete. Nach dem Zweiten Weltkrieg kehrte er zurück und gründete die konservative União Democrática Nacional (UDN).
Als sich Unger 1969 an der Harvard Law School einschrieb, war es sein Ziel, nach dem Abschluss nach Brasilien zurückzukehren, um in der Justiz und Politik Karriere zu machen. Jedoch erfolgte im folgenden Jahr ein Militärputsch in Brasilien (Ungers Schwester wurde gefangen genommen und kam erst wieder frei, als das Regime politische Gefangene im Austausch gegen den von radikalen Regimegegnern entführten Schweizer Botschafter freiließ). Derart der Heimat beraubt, beschloss Unger in den USA zu bleiben und begann nach seinem Abschluss zu unterrichten. Er wurde mit 22 Jahren der jüngste Harvard-Professor aller Zeiten.
Ausgehend von seinem Interesse für europäische Philosophie und für Max Weber und Karl Marx entwickelte er eine ablehnende Haltung gegenüber liberaler politischer Philosophie, die seiner Meinung nach das Leben auf Antinomien reduziert: Regeln gegen Werte, Vernunft gegen Verlangen. Das amerikanische System basiere außerdem nicht auf neutralen Prinzipien, sondern auf besonderen Machtbeziehungen.
Damit entwickelte er sich zu einem der ersten Vertreter der Critical legal studies in den USA. Als Duncan Kennedy, Morton Horwitz und andere linksorientierte Dozenten nach Harvard kamen, wurde daraus eine Bewegung. Das erste Mal gerieten sie bei Paul Bators Wechsel nach Chicago in den Fokus des allgemeinen Interesses, denn dieser hatte konstatiert, dass die CLS-Anhänger die Atmosphäre an der Universität vergiften würden. Die Fakultät in Harvard erhielt in der Presse den Namen „Beirut der Rechtslehre“. In den folgenden Jahren gab es immer wieder heftige Auseinandersetzungen um Ungers Thesen.
1987 veröffentlichte er mit Politics sein Hauptwerk. Darin kritisierte er zum einen den Konstitutionalismus des 18. Jahrhunderts, der Ungers Ansicht nach unter dem Vorwand des Schutzes gewisser verfassungsrechtlicher Vereinbarungen nicht die Demokratie stärkt, sondern Politik zu einem Wettbewerb um Vorteile in erstarrten Institutionen macht. Auf der anderen Seite wandte er sich gegen Marx. Dessen geschichtliche Zwangsläufigkeit bremse Hoffnung nach Veränderung. Die Idee, der Staat könne am besten für Gleichheit sorgen, weist Unger zurück, denn das bedeute vor allem undemokratische Macht in der Hand des Staates zu konzentrieren.
1987 wurde Unger in die American Academy of Arts and Sciences gewählt, 2018 in die British Academy.

## Werke
- Leidenschaft. Ein Essay über Persönlichkeit, übs. Michael Bischoff, Frankfurt am Main (S. Fischer) 1986, ISBN 3-10-082502-0 -- Amk. Orig.: Passion. An Essay on Personality, New York (The Free Press) 1984.
- Governing the World Without World Government, London (Verso) 2022, ISBN 978-1-83976-909-2.
- Roberto Mangabeira Unger: Wider den Sachzwang. Für eine linke Politik. Wagenbach, Berlin 2007 (Rezension in DZ).